# 1981年バスケットボール男子欧州選手権
1981年バスケットボール男子欧州選手権（1981 European Basketball Championship）は、チェコスロバキアで開催されたバスケットボール欧州選手権男子大会。通称「ユーロバスケット1981」。
12カ国が本大会に出場。ソ連が2大会連続13回目の優勝を飾った。

## 最終結果
| 順位 | 国               |
| ---- | ---------------- |
| 1    | ソビエト連邦     |
| 2    | ユーゴスラビア   |
| 3    | チェコスロバキア |
| 4    | スペイン         |
| 5    | イタリア         |
| 6    | イスラエル       |
| 7    | ポーランド       |
| 8    | フランス         |
| 9    | ギリシャ         |
| 10   | 西ドイツ         |
| 11   | トルコ           |
| 12   | イングランド     |